# Benalauría
Benalauría – gmina w Hiszpanii, w prowincji Malaga, w Andaluzji, o powierzchni 19,75 km². W 2011 roku gmina liczyła 511 mieszkańców.